# Донбас Арена
48°1′15″ пн. ш. 37°48′35″ сх. д. / 48.02083° пн. ш. 37.80972° сх. д.
«Донба́с Аре́на» — стадіон, розташований у центрі міста Донецька, в Міському парку культури і відпочинку, відкритий 29 серпня 2009 року — День шахтаря та день міста Донецька. Розрахований на понад 50 тисяч глядачів та з бюджетом у 175,8 млн. євро. Це перший стадіон у Східній Європі, спроєктований і побудований відповідно до стандартів 4 категорії УЄФА. За акредитацією УЄФА та ФІФА — споруда відповідає класу «еліт».
З 2014 року через російсько-українську війну матчі на стадіоні не проводяться.

## Історія будівництва
Нову арену, що збудували у парку культури і відпочинку міста, часто називають «літаючою тарілкою», насамперед завдяки незвичайному дизайнерському рішенню. Адже стадіон має овальну форму, а також скляні фасад і дах. Стадіон орієнтований із півночі на південь, при чому основна трибуна розташована в західній частині. Дах арени нахилений у напрямку з півночі на південь, повторюючи нахил ландшафту й посилюючи природне освітлення й провітрювання поля. Зовнішнє підсвічування фасаду дозволяє стадіону в темний час доби сяяти, як діамант.[джерело?]
Проект будівництва нового стадіону «Донбас Арена» задумувався задовго до того, як Україна отримала право провести фінальний турнір Євро-2012. Тому власник стадіону Шахтар передбачив також можливість повсякденного використання арени. «Тут будуть працювати музей, тематичне кафе, фан-клуб, — перелічує Ковалевський. — Плюс на стадіоні побудують ресторани і напевно один з них працюватиме щодня. Ми вже зараз укладаємо угоди з компанією, що допоможе скласти бізнес-план експлуатації арени: робота ресторанів, проведення концертів, виставок, видовищних спортивних заходів, скажімо, боксерських двобоїв тощо».[джерело?]
На будівництві було задіяно близько 1200 робітників і 250 інженерів, більшість з яких є громадянами Туреччини.[джерело?]
У будівлі «Донбас Арени» розташовано 3 ресторани, ландж-бар, фан-кафе, десятки фаст-фудів, торговельних точок, фітнес-центр, корпоративні ложі й навіть пункти першої допомоги. Тут буде знаходитись фан-кафе, музей і фірмовий магазин ФК «Шахтар». У неігрові дні в ложах стадіону можна проводити корпоративні заходи — презентації, прес-конференції, святкові заходи й концерти. Стадіон також зможе приймати міжнародні конференції. Крім футбольних матчів, оснащення «Донбас Арени» і його акустична система дозволять проводити тут шоу за участю вітчизняних артистів і закордонних зірок.[джерело?]

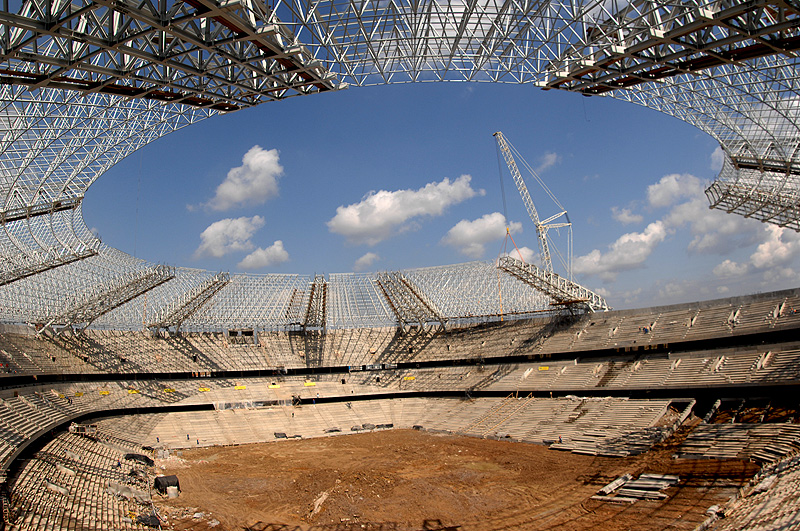
Панорама Будівництва стадіону. Жовтень 2008

Завершення робіт з будівництва стадіону планувалося на літо 2009 року. При чому було підписано контракт з відомим продюсером олімпійських ігор Девідом Голдбергом — автором церемонії урочистого відкриття та закриття Олімпійських ігор у Турині (2006), Солт-Лейк-Сіті (2002), Атланті (1996), спеціальних Олімпійських ігор у Шанхаї (2007), який став консультантом клубу в підготовці та проведенні церемонії урочистого відкриття стадіону «Донбас Арена» в Донецьку.
23 вересня 2008 року президент клубу ФК «Шахтар» Рінат Ахметов оголосив, що назву стадіон матиме на честь Донбасу — «Донбас Арена».
Вже за місяць, після відвідин стадіону 23 жовтня 2008 року генеральний секретар УЄФА Девід Тейлор заявив: «Стадіон захоплює, він просто фантастичний. Чудово, що ця арена прийматиме поєдинки Євро-2012. Вона дійсно прекрасна, про це навіть не йдеться. Все дуже добре сплановано — і технічні деталі, і все інше. Все задумано за найвищим класом. Якщо говорити про Євро-2012, інфраструктуру, дороги, транспорт, аеропорти. Упевнений, цей проект відповідатиме найвищому рівню».

## Після завершення робіт

### Дизайн
Зовнішній дизайн стадіону був розроблений британською компанією «АрупСпорт», яка вже має великий досвід будівництва стадіонів. Дизайнерське рішення було таке, що багатьом стадіон нагадує «літаючу тарілку в парку». Дах стадіону нахилений з півночі на південь, завдяки чому посилює природне освітлення і провітрювання поля.
Однією з головних відмінних рис дизайну є повне засклення фасаду.
Розташування «Донбас Арени» збігається з колишнім стадіоном ФК «Шахтар» — РСК «Олімпійський». У темний час доби арена буде виблискувати завдяки штучному освітленню.

### Парк
Замість живих дерев у Міському парку культури і відпочинку були посаджені нові молоді насадження, підібрані спеціально під клубні кольори ФК «Шахтар», тобто в осінній період листя буде набувати яскраво-оранжеве і червоне забарвлення. Також в парковій зоні розташований фонтанний каскад, гранітний гігантський м'яч, що обертається під тиском двох струменів води, лавочки і безліч різноманітних зелених насаджень. Загальна вартість паркової зони навколо стадіону склала 30 млн доларів США.

### Газон
Дренажна система стадіону виконує дві функції: видаляє надлишки води з поля і сприяє аерації газону, що заважає швидко ущільнюватися ґрунту. Система поливу буде працювати дозованими нормами, зверху якої буде розташований шар з піску. Підігрів газону буде здійснюватися за допомогою спирту гликоля і води, що проходять по трубах на глибині 30 см. Загальна довжина системи підігріву дорівнює 38 км. Газон стадіону був вирощений в Словаччині і є одним з найкращих газонів у світі. В умовах дефіциту природного освітлення, для кращого зростання трави використовується система штучного сонячного світла — вперше в Східній Європі, що дозволяє траві рости навіть вночі.

### Сидіння
Крісла були виготовлені австралійською фірмою «Camatic». Вони складаються з пластикових противицвітаючих матеріалів. Основна частина сидінь помаранчевого кольору, білими рисами на чорному тлі видніються написи «Shakhtar» і «Donetsk». Всього крісел в чаші стадіону налічується більше 50-ти тисяч. Сидіння стадіону розташовуються в одній чаші. Для найкращого огляду перший ряд крісел розташований дуже близько до поля, а по кутах сидіння закруглюються. На арені передбачено 170 місць для людей з обмеженими можливостями. 76 коментаторських кабінок, прес-ложа і віп-ложа.

### Електроструктура
На арені були встановлені два монітори площею 92 кв.м. з колірною гамою з 65000 кольорів. Логотип ФК «Шахтар», встановлений з південного входу, зібраний з 18000 світлодіодів загальною потужністю 2,5кВт. З західного входу розташована величезна світляна емблема Донбас Арени. Обслуговують «Донбас Арену» 2 міські підстанції. Також на арені є 2 дизельних генератора щоб уникнути надзвичайних ситуацій. За допомогою електросистеми стадіону буде відбуватися управління будівлею для безпеки глядачів. У підтрибунних приміщеннях при появі людини автоматично включається освітлення і при виході відповідно вимикається.

### Радіозв'язок
Компанією АТЗТ «Нові Технології» (Україна) на арені була встановлена цифрова система радіозв'язку стандарту TETRA ACCESSNET-Т («ROHDE & SCHWARZ», Німеччина). Технічні служби та служби безпеки на стадіоні оснащені сучасними засобами зв'язку. Система спроектована таким чином, що покриття радіозв'язком забезпечується на всіх рівнях стадіону, в тому числі і на підземних. За допомогою радіозв'язку TETRA ведеться управління персоналом стадіону, що гарантує оперативність і злагодженість роботи служб стадіону під час проведення заходів.

### Паркінг
Паркувальні лінії будуть розділені високими деревами, підібраними в такий спосіб, щоб їх крони починалися на висоті не менше 3 метрів. Тобто видимість для маневрів у водіїв буде хороша, і зовнішній вигляд парку від великої кількості техніки та асфальту не постраждає. Крім того, згідно з вимогами УЄФА, тут же буде побудована парковка для автомобілів, якими керують водії з обмеженими фізичними можливостями. Всього на території «Донбас Арени» розташовано кілька паркінгів, на яких зможе розміститися в цілому понад 1000 автомобілів. Від проспекту ведеться шлях до самоï Арени для автобусів команд, у деякий «тунель». Також цей службовий шлях веде безпосередньо до в'ïзду на саму арену.

## Відкриття
Відкриття стадіону відбулося 29 серпня 2009 року в День шахтаря та День міста Донецька. Церемонія відкриття називалася «Ґранд Шоу», яке складалося з двох частин. Перша — це шоу, виступи політичних діячів, українських та російських виконавців популярної музики і представлення ФК «Шахтар». Друга — концерт відомої американської співачки Бейонсе. Місткість стадіону під час церемонії відкриття становила 43 000 глядачів, тому що інші місця займала побудована імпровізована сцена для виступів. 10 000 квитків на відкриття, призначених для вільного продажу, були розкуплені за один день через велику кількість бажаючих відвідати «Ґранд Шоу», на церемонії відкриття були присутні 43 000 глядачів і 3 000 віп-персон.

### Волонтери
У хореографічній постановці «Ґранд Шоу» брали участь 1 500 волонтерів. Протягом чотирьох місяців волонтери репетирували постановку під керівництвом відомого хореографа Уолтерса Бріна. Волонтери були живі фігури, збирали з блискучих пластин емблему ФК «Шахтар», карту України, а також прапор, при цьому виконувався традиційний український танок — гопак. Під час свого виступу вони також зібрали імпровізовану сцену із шахтних вагонеток з бутафорським вугіллям, на якій виступали українські виконавиці Ольга Вінницька та Наталія Могилевська. Вони виконували всесвітньо відому пісню групи Queen — We Will Rock You. Одним з найяскравіших виступів волонтерів стало створення з 600 чоловік футболіста, а також з інших — воротарських рукавичок і футбольного м'яча. Волонтери, пересуваючись по футбольному полю, створювали імітацію роботи футболіста з м'ячем, а також удар по воротах і гол.

### Політичні діячі
На «Ґранд Шоу» були присутні головні політичні діячі України. Президент України — Віктор Ющенко зі своєю дружиною Катериною, Прем'єр-міністр України — Юлія Тимошенко, спікер Верховної Ради України — Володимир Литвин і лідер Партії регіонів — Віктор Янукович.

### Гравці ФК «Шахтар»
На церемонію відкриття були запрошені легенди ФК «Шахтар», яких представляв диктор на стадіоні. Серед них були присутні гравці різних часів, зокрема Олег Жуков, Михайло Соколовський, Валерій Яремченко, Сергій Ателькін, Михайло Старостяк та інші. Перед тим, як на полі з'явився нинішній склад «Шахтаря», на газоні пройшло прапор-шоу, танцювальна група з кількох людей вийшла на поле, в руках у яких були прапори всіх членів УЄФА. Після над стадіоном злетів величезний футбольний м'яч, яким керували двоє людей. Під футбольним м'ячем перебувала танцівниця, у якої в руках знаходилася копія Кубка УЄФА, вручена президенту клубу Рінату Ахметову. Нинішній склад «Шахтаря» представляв коментатор, по черзі називаючи номер та ім'я гравця, гравці виходили зі сцени в центр поля разом з головним тренером Мірчею Луческу.

### Заключний концерт
Завершував церемонію відкриття «Донбас Арени» концерт відомої американської співачки Бейонсе, яка перервала свій концертний тур. Бейонсе виконала декілька своїх пісень, які включені в її поточний концертний тур, а також, на завершення свого виступу виконала пісню в пам'ять про Майкла Джексона, у якого в день відкриття 29 серпня був би день народження. Це була пісня Halo, зі зміною деяких слів у тексті. Весь виступ тривав близько однієї години. Перед змонтованою сценою, на якій проходив концерт, розташовувалися люди, які купували окремі квитки з правом відвідування тільки концерту. Так як організована фан-зона знаходилася на футбольному полі, людям, що купили квиток, необхідно було прийти на концерт у виключно спортивному взутті з м'якою підошвою.

## Додаткова інформація
Загальна вартість проекту стадіону і парку, який розташувався навколо нього, становить 400 млн доларів. На стадіоні працюють музей, тематичне кафе, фан-клуб, ресторани, медичний пункт. Можливе проведення концертів, виставок, видовищних спортивних заходів, боксерських поєдинків.

Відвідавши стадіон у жовтні 2008 генеральний секретар УЄФА Девід Тейлор заявив: 
| Ліві лапки | Стадіон захоплює, він просто фантастичний. Здорово, що ця арена прийматиме поєдинки Євро-2012. Вона дійсно чудова, про це навіть не йдеться. Все дуже добре сплановано — і технічні деталі, і все інше. Все задумано за найвищим класом. | Праві лапки |

## Місткість
Офіційна місткість стадіону становить 51 504 місця. Для продажу призначені не всі місця, а лише 51 172 місця із загальної кількості: загальні місця для глядачів (47 171), ВІП-місця (3 133), місця в корпоративних ложах (868).
Різницю в кількості місць для продажу і загальної місткості становлять місця для преси (144) та людей з інвалідністю та їх супроводжуючих на третьому рівні (188).
Така схема розподілу місць на стадіоні запланована для проведення матчів чемпіонату України, Кубка України та єврокубків. На час проведення матчів у рамках Євро-2012 кількісний розподіл глядацьких місць зміниться: зона для ЗМІ розшириться, а місць для продажу, відповідно, буде меншою (50 000).
Рекорд відвідуваності Донбас Арени встановлено 5 травня 2010 року, під час матчу «Шахтар» Донецьк — «Динамо» Київ, який відвідали 52 518 уболівальників. Через два роки, 7 квітня 2012, у матчі тих же суперників було встановлено новий рекорд — 53 207 чоловік.

## Ігри національної збірної України
| Дата              | Турнір | Господарі | Рахунок | Гості      | Голи                                                                              |
| ----------------- | ------ | --------- | ------- | ---------- | --------------------------------------------------------------------------------- |
| 18 листопада 2009 | КЧС    | Україна   | 0:1     | Греція     | 0:1 Салпінгідіс 31'                                                               |
| 11 серпня 2010    | ТМ     | Україна   | 1:1     | Нідерланди | 0:1 Ленс 73', 1:1 Алієв 75'                                                       |
| 6 червня 2011     | ТМ     | Україна   | 1:4     | Франція    | 1:0 Тимощук 53', 1:1 Гамейро 58', 1:2 Мартен 87', 1:3 Кабул 89', 1:4 Мартен 90+2' |
| 15 червня 2012    | ЧЄ     | Україна   | 0:2     | Франція    | 0:1 Жеремі Менез 53', 0:2 Йоан Кабай 56'                                          |
| 19 червня 2012    | ЧЄ     | Англія    | 1:0     | Україна    | 1:0 Вейн Руні 48'                                                                 |

## Євро 2012
Під час чемпіонату Європи з футболу 2012 року, який пройшов в Україні та Польщі, на стадіоні пройшли заплановані 3 матчі групового етапу (з них — два матчі національної збірної України), чвертьфінал і півфінал.
Матчі фінальної частини Євро-2012, що приймав стадіон:
| Число          | Час (київський) | Господар | Результат      | Гість      | Раунд       | Глядачі |
| -------------- | --------------- | -------- | -------------- | ---------- | ----------- | ------- |
| 11 червня 2012 | 19:00           | Франція  | 1:1            | Англія     | Група D     | 47700   |
| 15 червня 2012 | 19:00           | Україна  | 0:2            | Франція    | Група D     | 48000   |
| 19 червня 2012 | 21:45           | Англія   | 1:0            | Україна    | Група D     | 48700   |
| 23 червня 2012 | 21:45           | Іспанія  | 2:0            | Франція    | Чвертьфінал | 47000   |
| 27 червня 2012 | 21:45           | Іспанія  | 0:0 (пен. 4:2) | Португалія | Півфінал    | 48000   |

## 2014 рік
У 2014 році Донбас Арені через війну завдано серйозних пошкоджень.

## 2016
У квітні 2016 року на арені побував генеральний директор «Шахтаря» Сергій Палкін. Він повідомив, що за стадіоном та інфраструктурою клубу (наприклад, тренувальна база «Кірша», де у звичному режимі тренується дитяча академія «Шахтаря») доглядає близько 500 працівників. Пошкоджений фасад стадіону затягнуто спеціальною матерією, щоб візуально не було видно відсутність певних секцій. На стадіоні розташований гуманітарний штаб, який видає гуманітарну допомогу.

## Факти
- Усім відвідувачам «Гранд Шоу» був призначений подарунковий ліхтарик, який кожен мав увімкнути під час запланованого відключення освітлення
- 1000 робітників одночасно працювали над будівництвом стадіону
- Загальна площа будівельного майданчика (включаючи райони мобілізації) становила 254907 м²
- Площа землі (включаючи поле) на якій розташований стадіон становить 46780 м²
- Висота нового стадіону від рівня поля до найвищої точки становить 54 м
- На стадіоні працюють 227 туалетних кімнат, 471 кабінка і 333 раковини
- Понад 120000 м³ бетону було використано під час будівництва стадіону
- Близько 4300 тонн сталі було використано під час будівництва
- Приблизно 3800 тонн сталі було використано для конструкцій даху
- Загальна площа скління стадіону приблизно 24000 м²
- Загальна площа всіх рівнів стадіону 70000 м²
- Розмір футбольного поля 105 м x 68 м, з 7668 м² натурального поля і 2201 м² синтетичного поля